# علي دواي لازم
علي دوّاي لازم الفرطوسي (مواليد العمارة عام 1965) سياسي عراقي، والمحافظ السابق لمدينة ميسان  في جنوب العراق. سبق له أن شغل منصب رئيس لجنة النزاهة بعد أن انتخب عضوا في مجلس المحافظة، وهو ينتمي للتيار الصدري.قامت جريدة لوس أنجلوس تايمز بترشيحه كأفضل شخصية حكومية محلية في الشرق الأوسط للعام 2012، في مجال العمل وتقديم الخدمات.
أعيد انتخابه محافظا لمحافظة ميسان مرة ثانية لعام 2013 وذلك بسبب طلب أهالي المحافظة. وفي 27 نيسان 2014، أعلنت الأمانة العامة لكتلة الأحرار عن ترشيح علي دواي لشغل منصب رئيس الوزراء العراقي.

## وصلات خارجية
- تقرير عن علي دواي لازم | قناة العربية